# Stovallsjön
Stovallsjön är en sjö i Älvdalens kommun i Dalarna och ingår i Dalälvens huvudavrinningsområde. Sjön har en area på 0,218 kvadratkilometer och ligger 759,2 meter över havet. Sjön avvattnas av vattendraget Harundan. Vid provfiske har abborre, gädda och sik fångats i sjön.

## Delavrinningsområde
Stovallsjön ingår i det delavrinningsområde (688838-134379) som SMHI kallar för Utloppet av Stovallsjön. Medelhöjden är 772 meter över havet och ytan är 1,52 kvadratkilometer. Det finns inga avrinningsområden uppströms utan avrinningsområdet är högsta punkten. Harundan som avvattnar avrinningsområdet har biflödesordning 4, vilket innebär att vattnet flödar genom totalt 4 vattendrag innan det når havet efter 509 kilometer. Avrinningsområdet består mestadels av skog (71 procent) och sankmarker (14 procent). Avrinningsområdet har 0,22 kvadratkilometer vattenytor vilket ger det en sjöprocent på 14,2 procent.